# Qikiqtarjuaq (Hudson Strait)
För andra betydelser, se Qikiqtarjuaq (olika betydelser).
Qikiqtarjuaq, tidigare benämnd Big Island, är en ö i Kanada.   Den ligger i territoriet Nunavut, i den östra delen av landet, 2 000 km norr om huvudstaden Ottawa. Arean är 756 kvadratkilometer.
Terrängen på Qikiqtarjuaq är lite kuperad. Öns högsta punkt är 369 meter över havet. Den sträcker sig 40,9 kilometer i nord-sydlig riktning, och 53,4 kilometer i öst-västlig riktning.
Trakten runt Qikiqtarjuaq består i huvudsak av gräsmarker. Trakten runt Qikiqtarjuaq är nära nog obefolkad, med mindre än två invånare per kvadratkilometer.